# رود راش 64
رود راش 64 (بالإنجليزية: Road Rash 64)‏ ، هي لعبة فيديو إلكترونية من نوع سباقات الدراجات النارية ومعركة قتالية لحاملي العصي والسوط، أنتجت سنة 1999م، وتعمل حصراً لنظام نينتندو 64.